# Diamanti (Giorgia)
Diamanti è un brano musicale della cantautrice italiana Giorgia, facente parte della colonna sonora del film omonimo diretto da Ferzan Özpetek, scritto dalla stessa cantante e composto da Giuliano Taviani e Carmelo Travia.

## Antefatti e composizione
I compositori italiani della colonna sonora del film Diamanti Giuliano Taviani e Carmelo Travia hanno collaborato con Giorgia alla stesura musicale del brano. Il brano è stato prodotto da Alessandro Pinnelli. Gli strumenti sono stati suonati dalla Roma Film Orchestra diretta dal direttore d'orchestra Alessandro Molinari e registrate presso la Digital Records di Roma.
Il brano è la seconda collaborazione artistica tra la cantante e Ferzan Özpetek a 21 anni di distanza dal film La finestra di fronte, per cui aveva inciso Gocce di memoria. In un'intervista rilasciata a Il Fatto Quotidiano Giorgia ha raccontato il processo creativo del brano e la decisione di tornare a collaborare con il regista:

## Tracce
Testi di Giorgia Todrani, musiche di Giuliano Taviani e Carmelo Travia.
1. Diamanti – 3:14

## Riconoscimenti
- David di Donatello
  - 2025 – Candidatura alla migliore canzone originale[9]